# Kumārila Bhaṭṭa
Kumārila Bhaṭṭa va ser un filòsof hindú i un erudit de l'escola de filosofia Mimamsa de l'Índia medieval. Es va oposar activament als budistes i als jains i intentà frenar l'expansió d'aquestes dues religions al sud de l'Índia. Per a Kumārila, l'alliberament no era el mokxa, sinó més aviat l'estat del jo lliure del dolor.
És famós per moltes de les seves diverses tesis sobre Mimamsa, com ara Mimamsaslokavarttika. Bhaṭṭa era un ferm creient en la validesa suprema de l'ordre vèdic, un defensor de Pūrva-Mīmāṃsā i un ritualista confirmat. El Varttika està escrit principalment com un subcomentari del comentari de Sabara sobre els Purva Mimamsa Sutras de Jaimini. La seva filosofia és classificada per alguns estudiosos com a realisme existencial.
Els estudiosos difereixen pel que fa a les opinions de Kumārila Bhaṭṭa sobre un Déu personal. Per exemple, Manikka Vachakar creia que Bhaṭṭa va promoure un Déu personal (saguna brahman), que entra en conflicte amb l'escola Mīmāṃsā. En el seu Varttika, Kumārila Bhaṭṭa fa tot el possible per argumentar en contra de la teoria d'un Déu creador i va sostenir que les accions ordenades al Veda tenien resultats definits sense una interferència externa de la Deïtat.
A Kumārila també se li atribueix la formulació lògica de la creença Mimamsic que els Vedes no són autors (apauruṣeyā). En particular, és conegut per la seva defensa del ritualisme vèdic contra l'idealisme budista medieval. El seu treball va influir fortament en altres escoles de filosofia índia, amb l'excepció que mentre Mimamsa considera que els Upanishads són subordinats als Vedes, l'escola Vedanta no ho pensa.

## Biografia
El lloc de naixement de Kumārila Bhatta és incert. Segons l'erudit budista del segle XVI Taranatha, Kumārila era originari del sud de l'Índia. No obstant això, el Shankara-Vijaya d' Anandagiri afirma que Kumarila venia del "Nord" (udagdeśāt), i va debatre sobre els budistes i els jainistes del sud.
Una altra teoria és que va venir de l'est de l'Índia, concretament de Kamarupa (actual Assam). Sarvasiddhanta-rahasya de Sesa fa servir el títol oriental Bhattacharya per a ell. Els seus escrits indiquen que estava familiaritzat amb la producció de seda, que era habitual a l'actual Assam. Encara una altra teoria és que prové de Mithila, que té una cultura similar a Assam, i va produir un altre erudit sobre el tema Mandana Misra.

## Punts de vista lingüístics
Kumārila Bhaṭṭa i els seus seguidors de la tradició Mīmāṃsā coneguda com Bhāṭṭas defensaven una visió fortament compositiva de la semàntica anomenada abhihitānvaya o "designació del que s'ha denotat". En aquest punt de vista, el significat d'una frase només s'entén després d'entendre primer els significats de les paraules individuals. Els referents de la paraula eren objectes independents i complets, una visió propera a la visió fodoriana del llenguatge, segons el filòsof Daniel Arnold. També va utilitzar diverses paraules tàmils a les seves obres, inclosa una de les primeres mencions del nom Dravida a les fonts del nord de l'Índia, trobada al seu Tantravārttika.
La visió esmentada del significat de la frase va ser debatuda durant uns set o vuit segles pels seguidors de l'escola Prabhākara dins de Mīmāṃsā, que van argumentar que les paraules no designen directament el significat. Més aviat, els significats de les paraules s'entenen ja connectats amb altres paraules (anvitābhidhāna, anvita = connectat; abhidhāna = denotació). Aquesta visió va ser influenciada pels arguments holístics de la teoria sphota. Essencialment, van argumentar que els significats de les oracions s'entén directament, a partir d'indicis perceptius i contextuals, saltant l'etapa d'agafar individualment els significats de les paraules individuals, similar a la visió moderna de la subespecificació lingüística, que es relaciona amb el gir dinàmic en semàntica, que també s'oposa als enfocaments purament compositius del significat de l'oració.

## Defensa contra el budisme
Kumārila Bhaṭṭa és conegut per la seva defensa del ritualisme vèdic contra l'idealisme budista medieval. Amb l'objectiu de demostrar la superioritat de les escriptures vèdiques, Kumārila Bhaṭṭa va presentar diversos arguments nous:
1. «L'escriptura budista (o jainista) no podia ser correcta perquè tenia diversos errors gramaticals». Concretament, pren el vers budista: «ime samkhada dhamma sambhavanti sakarana akarana vinassanti» (Aquests fenòmens sorgeixen quan la causa està present i moren quan la causa està absent). Així presenta el seu argument:
| « | Les escriptures de budistes i jains es componen en una llengua aclaparadorament incorrecta (asadhu), paraules de les llengües magadha o dakshinatya, o fins i tot els seus dialectes (tadopabhramsa). Per tant, les falses composicions (asannibandhana), no poden ser coneixement vertader (shastra) ... Per contra, la mateixa forma (la llengua ben reunida) del Veda demostra la seva autoritat per ser independent i absoluta. | » |

2. Totes les escoles existents tenien alguna escriptura correcta. Per demostrar que el Veda era l'única escriptura correcta, Kumārila va dir que «l'absència d'un autor salvaguardaria el Veda contra tot retret» (apaurusheya). No hi havia «cap manera de demostrar directament que cap dels continguts de les escriptures budistes fos incorrecte en esperit...», tret que es qüestioni la legitimitat i la naturalesa eterna de l'escriptura mateixa. És ben sabut que el Cànon Pali va ser compost després del parinirvana de Buda. A més, encara que fossin paraules de Buda, no eren eternes ni sense autor com els Vedes.
3. L'escola budista Sautrantika creia que l'univers era momentani (kshanika). Kumārila va dir que això era absurd, atès que l'univers no desapareix a cada moment. No importa el petit que definiria la durada d'un moment, es podria dividir el moment en parts infinitament més. Kumārila argumenta: «si l'univers no existeix entre moments, llavors en quin d'aquests moments existeix?» Com que un moment podia ser infinitesimament petit, Bhaṭṭa va argumentar que el budista afirmava que l'univers era inexistent.
4. La determinació de la percepció (pratyaksha pariccheda). Defensava que les percepcions sensorials eren vertaderes.
Alguns estudiosos creuen que la comprensió de Kumārila de la filosofia budista era molt més gran que la de qualsevol altre filòsof no budista del seu temps. Tanmateix, vegeu Taber 2010 per obtenir un punt de vista alternatiu.
Segons Buton Rinchen Drub, Kumārila va parlar abusivament cap al seu nebot, Dharmakīrti, mentre agafava les seves peces brahmíniques. Això va allunyar Dharmakīrti i, decidit a vèncer tots els heretges no budistes, va prendre les túniques de l'orde budista.

## Vida llegendària
Segons la llegenda, Kumārila va anar a estudiar budisme a Nalanda (la universitat més gran del món del segle IV), amb l'objectiu de refutar la doctrina budista a favor de la religió vèdica. Va ser expulsat de la universitat quan va protestar contra el seu mestre (Dharmakirti) ridiculitzant els rituals vèdics. La llegenda diu que tot i que va ser llençat de la torre de la universitat, va sobreviure amb una ferida a l'ull afirmant que "si els Vedes són l'últim, em salvaré de la mort". Els estudiosos moderns de Mimamsa i seguidors del Vedanta creuen que això va ser perquè va imposar una condició a la infal·libilitat dels Vedes, fomentant així la creença hindú que ni tan sols cal dubtar de la infal·libilitat dels Vedes.
El Madhaviya Sankara Digvijayam, una obra hagiogràfica del segle xiv sobre la vida de Sankara, afirma que Sankara va desafiar Bhaṭṭa a un debat al seu llit de mort. Kumārila Bhaṭṭa no va poder debatre sobre Sankara, ja que es castigava a si mateix per haver faltat el respecte al seu mestre budista derrotant-lo en un debat utilitzant els Vedes per autoimmolació a la vora del Narmada i en canvi li va demanar que discutís amb el seu estudiant Maṇḍana Miśra a Mahishmati.

## Obres
- Shlokavartika ("Exposició sobre els versos", comentari al Comentari de Shabara sobre els Mimamsa Sutras de Jaimini, Bk. 1, Cap 1)
- Tantravartika ("Exposició sobre les Ciències Sagrades", comentari al Comentari de Shabara sobre els Mimamsa Sutras de Jaimini, Bk. 1, Cap. 2–4 i Bks. 2–3)
- Tuptika ("Comentari d'exposició completa" al comentari de Shabara sobre els Mimamsa Sutras de Jaimini, llibres 4–9)
- Kataoka, Kei, Kumarila sobre la veritat, l'omnisciència i l'assassinat. Part 1: una edició crítica de Mimamasa-Slokavarttika ad 1.1.2 (Codanasutra). Part 2: una traducció anotada de Mimamsa-Slokavarttika ad 1.1.2 (Codanasutra) (Wien, 2011) (Sitzungsberichte der philosophisch-historischen Klasse, 814; Beiträge zur Kultur- und Geistesgeschichte Asiens, 68).[28]